# Gavin Stenhouse
Pour les articles homonymes, voir Stenhouse.
Gavin Stenhouse, né le 4 avril 1986 à Hong Kong, est un acteur britannique. Actif à la télévision depuis 2007, il est principalement connu pour interpréter un des rôles principaux dans les séries Allegiance en 2015 et Kung Fu depuis 2021.

## Biographie
Gavin Stenhouse nait le 4 avril 1986 à Hong Kong d'un père pilote de ligne et d'une mère enseignante. Lorsque sa famille déménage en Angleterre il passe une partie de son enfance à Lewes dans le Sussex, puis étudie à la Guildhall School of Music and Drama de Londres dont il sort diplômé en 2007,.
Il fait ses débuts à la télévision en 2007 dans un épisode de la série Nearly Famous (en), il apparaît dans des épisodes de American Horror Story, Person of Interest ou encore Major Crimes avant de décrocher un des rôles principaux dans la série Allegiance en 2015.
En 2021, il obtient un des rôles principaux dans la série Kung Fu,, dont le succès lui permet d'être reconduit pour une deuxième saison en 2022.

## Filmographie

### Cinéma
- 2008 : Whatever It Takes de Dan Tonkin (court métrage) : John
- 2009 : Prick de Ryan Vernava (court métrage) : Dan
- 2010 : Malachi (court métrage) : Jonathan
- 2011 : Le Choc des empires (en) (The Malay Chronicles: Bloodlines) de Yusry Abdul Halim : Marcus Carpenius
- 2015 : Deformity Prays for Radiation de Nathan Hertz (court métrage) : Skip
- 2017 : Skybound d'Alex Tavakoli : Kyle

### Télévision
- 2007 : Nearly Famous (en) : Homme à la guitare (épisode 2)
- 2008 : Sofia's Diary (en) : Sean (1 épisode)
- 2009 : Off the Hook (en) : Todd (épisode 1)
- 2011 : Iconicles (en) : Nat (10 épisodes)
- 2013 : American Horror Story : Billy (saison 3, épisode 7)
- 2013 : Major Crimes : Jason Dietz (saison 2, épisode 14)
- 2014 : Person of Interest : Lieutenant Jake Harrison (saison 3, épisode 15)
- 2015 : Allegiance : Alex O'Connor (13 épisodes)
- 2016 : Black Mirror : Wes (saison 3, épisode 4)
- 2016 : Me & Mean Margaret de James Burrows, (téléfilm) : Ben
- 2018 : Timeless : Donald Firth 'Don' Law (saison 2, épisode 6)
- 2018 : 9-1-1 : Prêtre (saison 1, 4 épisodes)
- 2018 : Life-Size 2: A Christmas Eve de Steven Tsuchida (en) (téléfilm) : Calum
- 2020 : All Rise : Tommy Farrell (saison 1, épisode 17)
- 2020 : Into the Dark : Bennie Taylor (saison 2, épisode 7)
- 2021-2023 : Kung Fu : Evan Hartley (39 épisodes)